# 南平市建阳第二中学
南平市建阳第二中学，简称建阳二中，位于中国福建省南平市，分为初高中部，1973年建立，2013年经福建省省教委验收确定为省二级达标重点完中。

## 校园文化

### 校标
建阳二中的校标为三面红旗下衬建校时间“1972”字样。

### 校训
建阳二中的校训是「崇正、求真、创新」。

### 办学宗旨和特色
该校声称将实现以“以德立校，以法治校，以研兴校，以质强校”为办学方略，努力实现“质量上乘，特色鲜明，群众满意”的办学目标，形成了“砺志、崇德、勤学、守纪”的校风、“团结、奉献、严谨、创新”的教风、“文明、友爱、勤奋、进取”的学风和以“校园文化建设”和“舞蹈艺术教育”为品牌的办学特色。

### 校歌
建阳二中的校歌是由黄寒伯作词、黄晓涛作曲的《志存高远不负好时光》

### 校园
1973年建，位于福建省南平市建阳区防洪堤1号，校园位于崇阳溪畔，紧邻潭榕大厦，校园占地43924平方米。

#### 教学楼
该校拥有崇正楼和求真楼两栋教学楼，其中崇正楼为高中部，共5层，包括高中部办公室和多功能教室。求真楼为初中部，设有初中部办公室和计算机教室，供学生完成教学活动。

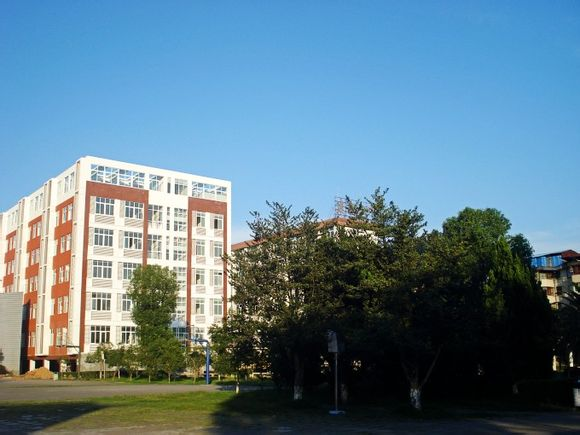
创新楼

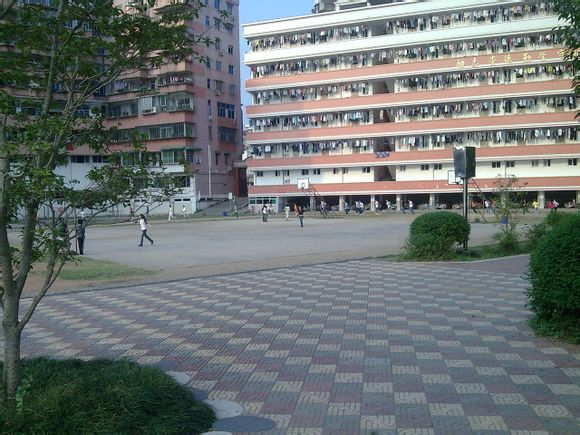
桃李苑

#### 实验楼
创新楼集办公楼和综合楼连用。设有化学实验室、物理实验室、生物实验室、美术教室和音乐教室等设施，供学生完成教学实验和课外活动。2012年新建。

#### 综合楼
该校正在新建一栋综合楼。但有学生对此持保留态度，认为施工建设可能会影响学生的学习环境。

#### 办公楼
敬业楼是建阳二中的办公楼，内设该校行政办公室和学生会各种文娱和校内管理组织。

#### 宿舍楼
“桃李苑”是建阳二中的宿舍楼，曾由于住宿条件差，避暑设施不足等问题遭到投诉。

#### 图书馆
图书馆的开放时间为每周一到周五的早8时到下午17时，供全校师生借阅（初高三学生除外）。

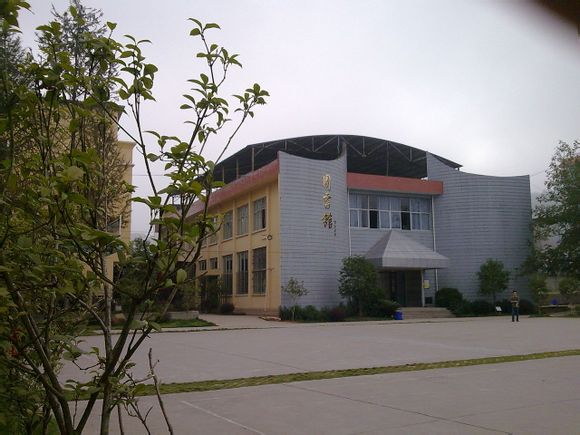
图书馆

#### 室外体育场
建阳二中设有一个沙石地室外体育场。附有标准六线四百米跑道和两个篮球场,供学生和教职员使用。

#### 其他设施
建阳二中亦设有宿舍等建筑。从校门通往教学楼的文化长廊也是二中的特色。

## 部门设置
建阳二中设校长室、办公室、党总支部、团支部、工会、政教处、教务处、教研室等机构。

## 历任校长
| 任数   | 校长   | 在任时间     | 备注                 |
| ------ | ------ | ------------ | -------------------- |
| 第一任 | 陈国通 | 1973－1978年 | 校革命领导小组组长   |
| 第二任 | 陈友平 | 1978－1980年 |                      |
|        | 于静之 | 1979－1984年 | 副校长、校党支部书记 |
| 第三任 | 黄寒柏 | 1981－2003年 |                      |
| 第四任 | 熊非西 | 2003－2010年 |                      |
| 第六任 | 朱仪俊 | 2010－ 年    |                      |